# Sergiu Sîrbu
Sergiu Sîrbu nieraz Serghei Sârbu, ros. Сергей Сырбу, Siergiej Syrbu (ur. 15 września 1960 w Kiszyniowie, Mołdawska SRR) – mołdawski piłkarz, grający na pozycji obrońcy lub pomocnika, trener piłkarski.

## Kariera piłkarska

### Kariera klubowa
W 1977 rozpoczął karierę piłkarską w klubie Speranța Drochia. Potem występował w klubach Start/Avtomobilist Tyraspol, Nistru Kiszyniów, SKA Odessa, Kołos Nikopol, Torentul Kiszyniów i Speranța Nisporeni. W 1998 zakończył karierę piłkarza w klubie Stimold-MIF Kiszyniów.

### Kariera reprezentacyjna
W 1991 rozegrał jeden mecz w składzie narodowej reprezentacji Mołdawii.

## Kariera trenerska
Po zakończeniu kariery piłkarza rozpoczął pracę szkoleniowca. Od 1992 do października 1993 oraz od sierpnia do października 2003 prowadził Zimbru Kiszyniów. Również latem 2012 pełnił obowiązki głównego trenera Zimbru. W Torentul Kiszyniów łączył funkcje piłkarskie i trenerskie. Stał na czele klubów Iscra-Stali Rybnica i Rapid Ghidighici. W 2014 wyemigrował na stałe do USA.

## Sukcesy i odznaczenia

### Sukcesy piłkarskie
Zimbru Kiszyniów
- mistrz Wtoroj ligi ZSRR: 1988 (finał A)
- wicemistrz Wtoroj ligi ZSRR: 1987 (finał W)

### Sukcesy trenerskie
Zimbru Kiszyniów
- mistrz Mołdawii: 1992, 1992/93, 1993/94